# Кубок Туркменістану з футболу 2016
Кубок Туркменістану з футболу 2016  — 25-й розіграш головного кубкового футбольного турніру у Туркменістані. Титул володаря кубка вдруге поспіль здобув Алтин Асир.

## Календар
| Раунд            | Дата               | Матчі | Клуби  |
| ---------------- | ------------------ | ----- | ------ |
| Попередній раунд | 16/23 серпня 2016  | 6     | 11 → 8 |
| 1/4 фіналу       | 13/20 вересня 2016 | 8     | 8 → 4  |
| 1/2 фіналу       | 4/7 жовтня 2016    | 4     | 4 → 2  |
| Фінал            | 28 жовтня 2016     | 1     | 2 → 1  |

## 1/4 фіналу
| Команда 1          | Заг.         | Команда 2 | 1-й матч | 2-й матч |
| ------------------ | ------------ | --------- | -------- | -------- |
| 13/30 вересня 2016 |              |           |          |          |
| Алтин Асир         | 4:1          | Шагадам   | 3:1      | 1:0      |
| Енергетик          | 2:0          | Мерв      | 0:0      | 2:0      |
| Балкан             | 3:2          | Копетдаг  | 2:1      | 1:1      |
| Ахал               | 2:2 пен. 4:5 | Ашгабат   | 1:1      | 1:1      |

## 1/2 фіналу
| Команда 1       | Заг. | Команда 2 | 1-й матч | 2-й матч |
| --------------- | ---- | --------- | -------- | -------- |
| 4/7 жовтня 2016 |      |           |          |          |
| Балкан          | 0:4  | Ашгабат   | 0:1      | 0:3      |
| Алтин Асир      | 6:4  | Енергетик | 5:0      | 1:4      |

## Фінал
| 28 жовтня 2016 |

| Алтин Асир                               | 4:0      | Ашгабат |
| ---------------------------------------- | -------- | ------- |
| Ягшиєв 33', 80' Джуманазаров Мухадов 86' | Протокол |         |

| Спорт топлуми, Дашогуз |